# Alpidy Zachodnie
Alpidy Zachodnie – zachodnia część Alpidów. Obejmują Góry Betyckie i Pireneje, a także masyw korsykański.

## Literatura
- Włodzimierz Mizerski: Geologia regionalna kontynentów, Warszawa 2004, ISBN 83-01-14339-8, str. 188-191